# Conophyma mitchelli
Conophyma mitchelli är en insektsart som beskrevs av Boris Petrovich Uvarov 1921. Conophyma mitchelli ingår i släktet Conophyma och familjen Dericorythidae. Inga underarter finns listade i Catalogue of Life.